# Giorgi Arabidze
Giorgi Arabidze, gruz. გიორგი არაბიძე (ur. 4 marca 1998 w Wani, Gruzja) – gruziński piłkarz, grający na pozycji napastnika.

## Kariera piłkarska

### Kariera klubowa
W 2013 rozpoczął karierę piłkarską w klubie Lokomotiwi Tbilisi. W październiku 2015 podpisał kontrakt z Szachtarem Donieck. 3 lipca 2018 przeszedł do CD Nacional.

## Kariera reprezentacyjna
Występował w juniorskich reprezentacjach Gruzji. W dorosłej kadrze zadebiutował 24 marca 2017 w przegranym 1:3 meczu z Serbią.